# Valenca
Valenca je število enojnih kemijskih vezi, ki jih lahko tvori atom danega elementa, oziroma število vodikovih atomov, s katerimi se izbrani element lahko veže. Pojem valence se je v zadnjih nekaj stoletjih razvil v vrsto pristopov za opis kemijske vezi, med katerimi so na primer Lewisova zgradba (1916), valenčna teorija vezi (1927), molekulske orbitale (1928), teorija VSEPR (1958) in vse sodobne metode kvantne kemije.

## Zgodovina
Najstarejša znana uporaba besede valenca v kemiji sega v leto 1425 in je pomenila "izločiti ali pripraviti". Nastala je iz latinske besede valentia, ki pomeni "moč ali sposobnost". Beseda valenca, ki se je nanašala na sposobnost elementa, da se veže z drugimi elementi, se je prvič pojavila leta 1884 v nemški besedi Valenz.
Leta 1789 je William Higgins objavil svoje poglede na pojav, ki ga je imenoval "spajanje prvobitnih delcev" in orisal svoje razumevanje valenčnih vezi: če je sila med osnovnimi delci kisika in osnovnimi delci dušika enaka na primer 6, je treba silo na ustrezen način razdeliti med oba elementa:
To bi seveda moralo veljati tudi za vse druge osnovne delce.
Začetek prave teorije kemijske valence sega v leto 1852, ko je Edward Frankland v svoji razpravi združil starejše teorije prostih radikalov in teorijo tipičnih predstavnikov z razmišljanjem o kemijski afiniteti, da bi dokazal, da se določeni elementi nagibajo k spajanju s tremi ali petimi ekvivalenti drugih elementov in tvorijo spojine NO3, NH3 in NI3 oziroma NO5, NH4O in PO5. Frankland je trdil, da so na ta način najbolje zadovoljene njihove afinitete. Na osnovi teh primerov in drugih domnev je Frankland zaključil, da:
"...(v spajanju) očitno vlada neka tendenca ali zakonitost. Spajanje atomov povzroča neka sila, ki privlači elemente in zajame vedno enako število atomov."
Privlačno silo so zatem imenovali kvantivalenca ali valenca.

## Pregled
Pojem valence se je razvil sredi 19. stoletja kot poskus racionalizacije formul kemijskih spojin. Leta 1919 je Irving Langmuir uporabil izraz valenca za razlago Lewisovega kubičnega modela atoma, tako da je število elektronskih parov, ki jih izbrani atom deli s sosednjimi atomi, imenoval "kovalenca atoma". Predpona ko- pomeni "skupaj", zato izraz kovalenca atoma pomeni, da si atoma delita valenco. Če ima atom valenco na primer +1, pomeni, da mu manjka elektron, če ima valenco -1 pa pomeni, da ima dodaten elektron. Kemijska vez med takšnima atomoma bi dopolnila oziroma porazdelila njuni neuravnoteženi valenci.
Z razvojem teorije kemijske vezi je valenca postala neuporabna. Zamenjal jo je pojem kovalentna vez, valenca pa se še vedno na široko uporablja v osnovnem šolstvu za enostavno osnovno razlago kemijske vezi.

## Določanje števila vezi
Za število vezi, ki jih tvori element, se je prvotno domnevalo, da je njegova stalna kemijska lastnost in v mnogih primerih je to približno res: ogljik tvori praviloma štiri, kisik dve, vodik pa eno kemijsko vez. Kmalu je postalo jasno, da imajo mnogi elementi v različnih spojinah različne valence. Eden prvih elementov, pri katerih so ugotovili odstopanja, je bil fosfor, ki se včasih obnaša kot da ima valenco tri, včasih pa pet. Temu problemu so se izognili tako, da so začeli navajati valenco elementa v posamezni spojini. Takšen pristop je odpravil večino težav in se razvil v sistem oksidacijskih števil, ki se uporabljajo v Stockovi nomenklaturi spojin, in notacijo lambda v nomenklaturi anorganskih spojin IUPAC.

## Definicija valence IUPAC
IUPAC je večkrat poskušal nedvoumno definirati valenco. Trenutno veljavna definicija, ki je bila sprejeta leta 1994 je:
Maksimalno število enovalentnih atomov (prvotno vodika ali klora), ki se lahko spajajo z atomom danega elementa ali z delcem, s katerim se atom tega elementa lahko zamenja.
Definicija ponovno uvaja samo eno valenco za vsak element in pri tem v mnogih primerih zanemari velik del njegove kemije.
Omemba vodika in klora ima zgodovinsko ozadje, čeprav sta oba elementa v večini spojin vezana z enojno vezjo. Izjeme pri vodiku so difluoridni ion [HF2]− in razni borovi hidridi, na primer diboran, ki so primeri vezi s tremi centri. Klor tvori številne fluoride, na primer ClF, ClF3 in ClF5, zato je njegova valenca po definiciji IUPAC enaka 5. Fluor je element, ki se z drugimi elementi veže z največjim številom svojih atomov. Njegova valenca v vseh spojinah je enaka ena, razen v ionu [H2F]+. Definicijo IUPAC se lahko razloži samo na ta način, da se za valenci vodika in fluora privzame vrednost ena.

## Valence elementov
Maksimalne valence večine elementov imajo za osnovo najvišji poznani florid. Valenca vodika je zato enaka ena.
| Skupina → | 1     | 2     |    | 3     | 4      | 5      | 6      | 7      | 8      | 9      | 10     | 11     | 12     | 13      | 14      | 15     | 16      | 17      | 18      |
| Perioda ↓ |       |       |    |       |        |        |        |        |        |        |        |        |        |         |         |        |         |         |         |
| 1         | 1 H   |       |    |       |        |        |        |        |        |        |        |        |        |         |         |        |         |         | 2 He    |
| 2         | 3 Li  | 4 Be  |    |       |        |        |        |        |        |        |        |        |        | 5 B     | 6 C     | 7 N    | 8 O     | 9 F     | 10 Ne   |
| 3         | 11 Na | 12 Mg |    |       |        |        |        |        |        |        |        |        |        | 13 Al   | 14 Si   | 15 P   | 16 S    | 17 Cl   | 18 Ar   |
| 4         | 19 K  | 20 Ca |    | 21 Sc | 22 Ti  | 23 V   | 24 Cr  | 25 Mn  | 26 Fe  | 27 Co  | 28 Ni  | 29 Cu  | 30 Zn  | 31 Ga   | 32 Ge   | 33 As  | 34 Se   | 35 Br   | 36 Kr   |
| 5         | 37 Rb | 38 Sr |    | 39 Y  | 40 Zr  | 41 Nb  | 42 Mo  | 43 Tc  | 44 Ru  | 45 Rh  | 46 Pd  | 47 Ag  | 48 Cd  | 49 In   | 50 Sn   | 51 Sb  | 52 Te   | 53 I    | 54 Xe   |
| 6         | 55 Cs | 56 Ba | *  |       | 72 Hf  | 73 Ta  | 74 W   | 75 Re  | 76 Os  | 77 Ir  | 78 Pt  | 79 Au  | 80 Hg  | 81 Tl   | 82 Pb   | 83 Bi  | 84 Po   | 85 At   | 86 Rn   |
| 7         | 87 Fr | 88 Ra | ** |       | 104 Rf | 105 Db | 106 Sg | 107 Bh | 108 Hs | 109 Mt | 110 Ds | 111 Rg | 112 Cn | 113 Uut | 114 Uuq | 115 Mc | 116 Uuh | 117 Uus | 118 Uuo |

| Lantanoidi | *  | 57 La | 58 Ce | 59 Pr | 60 Nd | 61 Pm | 62 Sm | 63 Eu | 64 Gd | 65 Tb | 66 Dy | 67 Ho | 68 Er  | 69 Tm  | 70 Yb  | 71 Lu  |  |  |
| Aktinoidi  | ** | 89 Ac | 90 Th | 91 Pa | 92 U  | 93 Np | 94 Pu | 95 Am | 96 Cm | 97 Bk | 98 Cf | 99 Es | 100 Fm | 101 Md | 102 No | 103 Lr |  |  |

| Legenda: nič ena dva tri štiri pet šest sedem |

## Druge kritike pojma valence
- Valenca elementa ni vedno enaka njegovemu najvišjemu oksidacijskemu stanju. Takšni elementi so na primer rutenij, osmij in ksenon, ki imajo valenco šest (tvorijo heksafluoride), tvorijo pa tudi spojine s kisikom (XO4), v katerih imajo oksidacijsko stanje +8, in klor, ki ima valenco pet, njegovo najvišje oksidacijsko sranje pa je +7 (perklorati).
- Pojma "spajanje" se ne sme enačiti s številom vezi, ki jih tvori atom. V litijjevem fluoridu (LiF), ki ima zgradbo natrijevega klorida (NaCl), je vsak litijev atom (ion) obdan s šestimi atomi (ioni) fluora, njegova valenca, izračunana iz formule LiCl, pa je po dogovoru enaka ena. V plinski fazi LiF kot diskretna dvoatomna molekula ne obstaja kot bi lahko sklepali iz njegove valence.[7]